# Convento dos Congregados

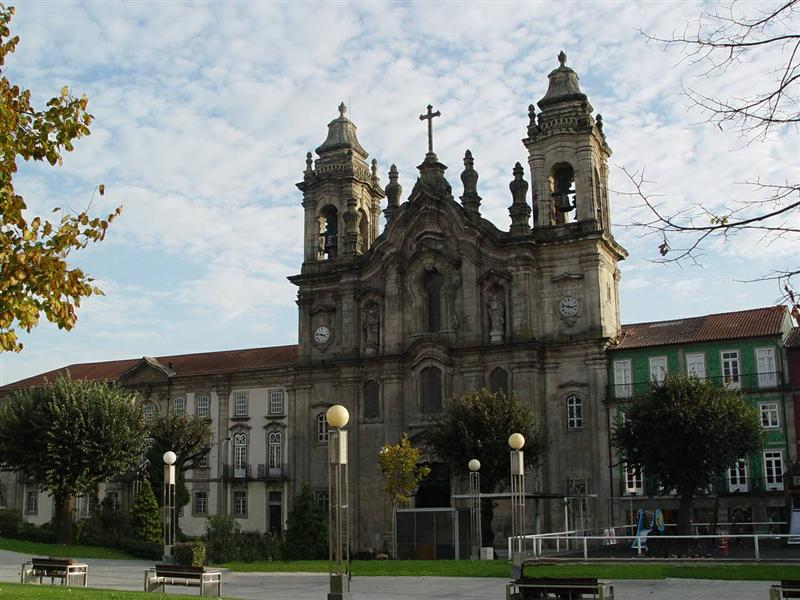
Basílica e Convento dos Congregados.

O Convento dos Congregados, também referido como Mosteiro e Colégio dos Congregados e Convento da Congregação de São Filipe de Néri, localiza-se na freguesia de Braga (São José de São Lázaro e São João do Souto), cidade e município de Braga, distrito do mesmo nome, em Portugal.
O conjunto arquitetónico que compreende o Convento, a Basílica dos Congregados e o Colégio dos Congregados está classificado como Imóvel de Interesse Público desde 1993.

## História
O Convento dos Congregados é um exemplar de arquitetura religiosa em estilo barroco. Foi erguido nos finais do século XVII pela Congregação do Oratório (Oratorianos), vindos para a cidade a convite do cónego João de Meira Carrilho.
No decorrer do século XVIII foi consideravelmente ampliado, primeiro com a construção da basílica e, depois, com o acrescento de mais um pavimento no primitivo edifício.
Com a extinção das ordens religiosas masculinas no país, os Oratorianos saíram do convento (30 de maio de 1834).
O edifício foi convertido em Biblioteca Pública de Braga, vindo a abrir as portas em 16 de setembro de 1857. O seu primeiro diretor foi Manuel Rodrigues Abreu, responsável pela recolha dos livros de 19 conventos de Braga, Guimarães, Amares, Barcelos, Celorico de Basto e Cabeceiras de Basto.
Entretanto, a 20 de setembro de 1844, instalou-se também no edifício o Liceu de Braga com a denominação de Liceu Nacional de Braga.
As dependências do antigo convento tiveram outros aproveitamentos, embora mais efémeros, como por exemplo, Quartel-general da Brigada do Minho, enfermaria provisória durante uma epidemia de cólera, e repartições públicas tais como Governo Civil e Finanças.
Em 1921 o Liceu mudou-se para o antigo Colégio do Espírito Santo dando origem ao Liceu Nacional Sá de Miranda. Nesse mesmo ano, em Dezembro, instalou-se no espaço ocupado pelo liceu a escola do Magistério Primário de Braga. Dois anos depois, em 1933, a biblioteca saiu também do edifício, mudando-se para o Paço Arquiepiscopal.
O Magistério Primário de Braga permaneceu até 1989, altura em que foi substituído pelo então Centro Integrado de Formação de Professores da Universidade do Minho, que na época tomou posse de todo o património existente. Mais tarde foi instalado o Instituto de Estudos da Criança, ficando lá sediado até ao ano de 2007.
Em 2016 está ocupado pelo departamento de Música da Universidade do Minho.
A Basílica dos Congregados, com traça da autoria do arquiteto André Soares, foi iniciada no século XVI. Consagrada em 27 de outubro de 1717, faltava construir as torres e colocar estátuas nos nichos respectivos da fachada. A obra apenas foi terminada no século XX quando as estátuas da fachada — São Filipe de Nery e São Martinho de Dume — de autoria do escultor Manuel da Silva Nogueira, foram içadas para os seus nichos em 16 de fevereiro de 1964.